# Stadtbahndepot Düsseldorf

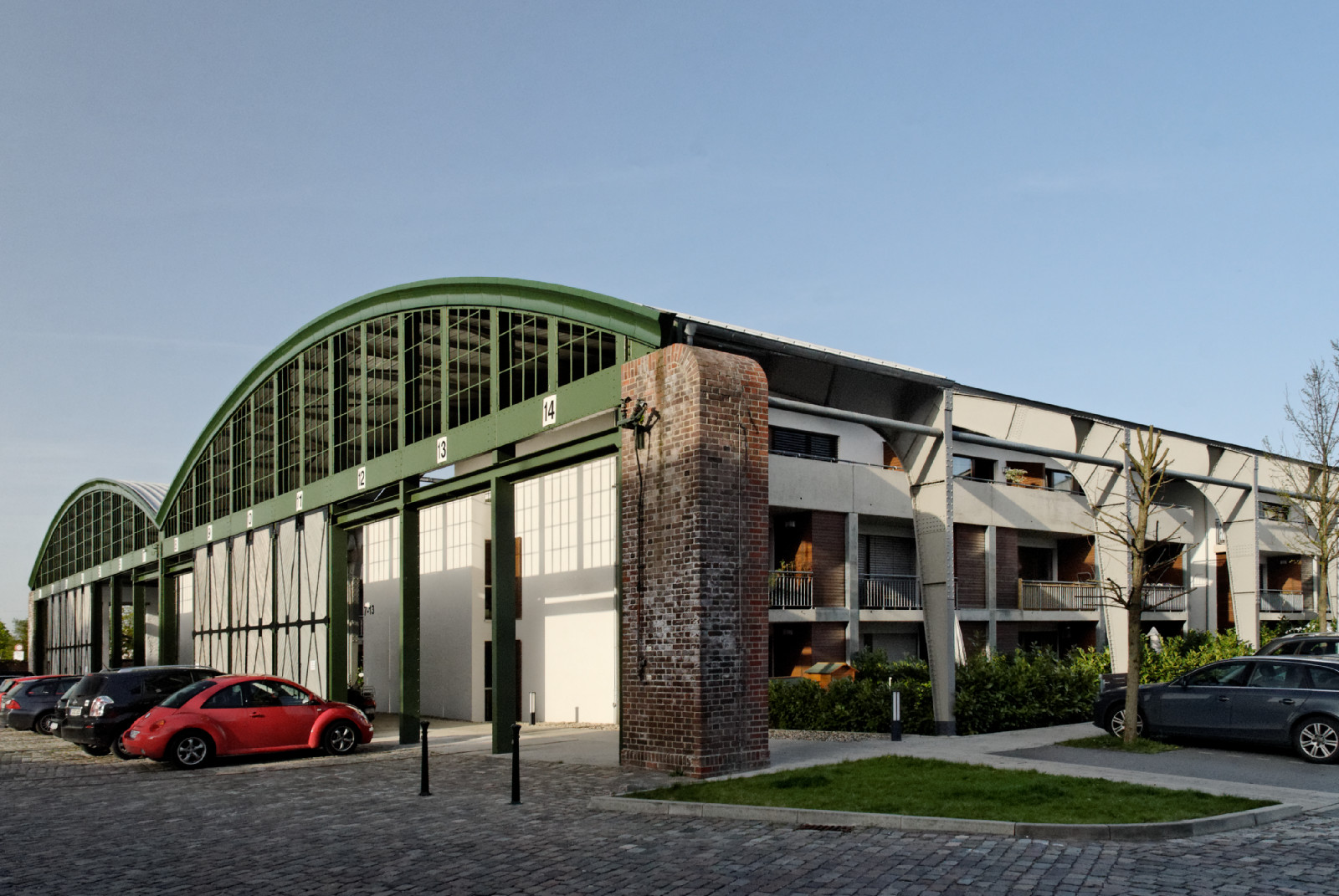
Ehemaliges Rheinbahndepot, aus Südwesten

Das Stadtbahndepot Düsseldorf ist ein denkmalgeschütztes Verkehrsgebäude im Düsseldorfer Stadtteil Oberbilk. Heute wird es für Wohnzwecke genutzt.

## Baubeschreibung
Denkmalwert hat insbesondere die tragende Stahlkonstruktion der Haupthalle. Die 27 Meter überspannenden, gebogenen Stahlträger sind im Boden verankert. Die Außenwände sind durch sichtbares Mauerwerk und Risalite geschmückt, erfüllen aber keine tragende Funktion. Denkmalgeschützt sind auch die historischen Holztore an der Westseite der Halle. Die Gebäude ruhen auf einer umfangreichen Pfahlgründung, da das Gelände vorher zu einer Kiesgrube mit wenig tragfähigem Untergrund gehörte.
Neben der zentralen Montagehalle umfasste das Depot vor der Umnutzung mehrere Nebengebäude, die als Lagerraum und Ausbesserungswerk dienten. Ein umfangreiches Schienennetz innerhalb und außerhalb der Halle war ebenfalls bis zum Beginn der Umgestaltung des Geländes vorhanden. Auf dem ebenfalls unter Denkmalschutz stehenden Vorplatz blieben die Schienen erhalten.

## Baugeschichte
Das Stadtbahndepot wurde 1914 für die Rheinische Bahngesellschaft AG errichtet. Bis 1992 war es für seinen ursprünglichen Zweck in Verwendung. Es folgten einige Jahre als Gewerbeimmobilie, bis ein Projektentwickler den Umbau zum Einzelhandelsstandort vorschlug. Da die Stadtverwaltung diese Nutzung jedoch skeptisch bewertete und erhebliche Investitionen in den Brandschutz nötig geworden wären, scheiterte diese Nutzung bereits in der Entwurfsphase. Diese Entwicklung veranlasste die Stadt Düsseldorf jedoch dazu, 2004 einen Investorenwettbewerb zur Wohnnutzung des fast 20 Hektar großen Areals auszuschreiben. Darin setzte sich Hochtief Construction durch, die die Depot-Haupthalle in Geschosswohnungen umwandeln und südlich davon Reihenhäuser auf dem weitläufigen Gelände errichten wollte.
Als Bauherr trat jedoch das Kölner Immobilienunternehmen Vivacon auf, das Mitte 2006 Grundstück und Gebäude erwarb und Hochtief mit der Umgestaltung beauftragte. Im Oktober 2006 begannen die Arbeiten, in den ersten Abschnitten waren sie Ende 2007 abgeschlossen.
Die Erneuerungsarbeiten bedeuteten eine weitgehende Entkernung der Halle, in deren Rahmen die Nebengebäude sowie die West- und Südwände entfernt und die Pfahlgründungen gekappt wurden. Die Nordwände erhielten größere Fensteröffnungen als im Originalzustand. Es folgten die Restaurierung von Stahlträgern, Dach und Holztoren sowie des Schienensystems auf dem Vorplatz. In der Halle wurden sieben Neubauten errichtet, die 79 Wohnungen mit insgesamt rund 5500 Quadratmetern Wohnfläche enthalten. 22 Reihenhäuser entstanden südlich der Halle.
Unter dem Namen „Wilde 13“ vermarktete Vivacon die Immobilien auf dem Gelände im Erbbaurecht. Die Wohnungen in der Halle wurden zu 70 Prozent von Kapitalanlegern erworben, während die Reihenhäuser insbesondere an Selbstnutzer gingen.